# Johann Joachim Quantz
Johann Joachim Quantz (Oberscheden, Baja Sajonia, 30 de enero de 1697 - Potsdam, 12 de julio de 1773), fue un compositor y flautista alemán, además de profesor de flauta del rey Federico II de Prusia.
Empezó a demostrar su talento musical a muy temprana edad. A los 8 años ya tocaba el contrabajo en festivales locales. En 1708, al morir su padre, herrero de profesión, se fue a vivir a casa de su tío Justus Quantz, miembro de la orquesta de la ciudad de Merseburg, con el que comenzó sus estudios musicales. A la muerte de su tío, el yerno de este, Johann Adolf Fleischhack tomó a Quantz como alumno. Al acabar sus estudios sabía tocar los principales instrumentos de cuerda y todos los de viento usuales, a excepción de la flauta travesera.
En marzo de 1716, ingresó en la orquesta municipal de Dresde, un año más tarde viaja a Viena donde estudia composición con Jan Dismas Zelenka y Johann Joseph Fux. En 1718 fue nombrado oboísta en la capilla polaca de Augusto II en Varsovia. Se especializó en el estudio de la flauta travesera bajo la dirección de Pierre Buffardin. 
Estudió contrapunto en Roma con Francesco Gasparini y durante sus viajes por Europa conoció personalmente a Scarlatti y a Händel.
En 1728, es flautista en la capilla de Dresde. Allí durante un concierto conoce al príncipe Federico de Prusia, más tarde llamado Federico el Grande, el cual lo toma como profesor particular de flauta.
Cuando el príncipe llega a ser proclamado rey, Quantz pasa a las órdenes directas del nuevo monarca y le imparte clases diarias de flauta y composición. Incluso le acompaña en sus campañas militares. Quantz permaneció como compositor de la corte y músico de cámara de Federico el resto de su vida, interpretando sus propias composiciones, así como las del rey. Solamente él tenía el privilegio de criticar al rey, en sentido positivo o negativo.

## Su obra

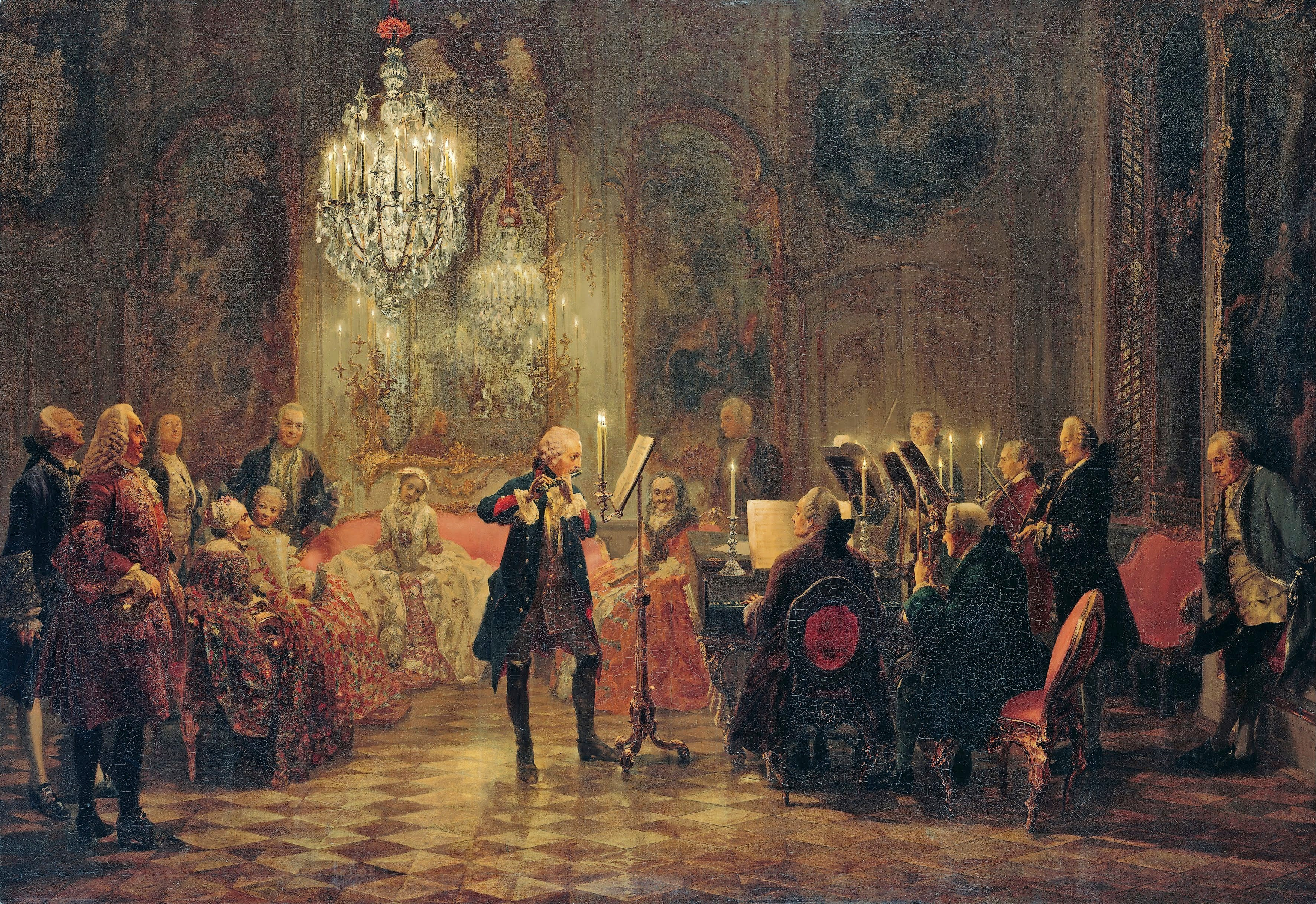
Adolph Menzel: Concierto para flauta en el palacio de Sanssouci, Potsdam.

Fue un compositor muy fértil y un excepcional flautista. Su obra comprende más de 200 sonatas, 300 conciertos, para una o dos flautas, música de cámara y algunas arias. Su estilo es barroco, influenciado por el estilo italiano, especialmente de Antonio Vivaldi, aunque sus últimas creaciones se inclinan hacía el clasicismo. 
También publicó varios tratados muy completos sobre interpretación de la flauta en el final del Barroco, y en particular su Versuch einer Anweisung die Flöte traversiere zu spielen (1752), referencia fundamental para conocer la interpretación musical (y no sólo la flautística) a mediados del siglo XVIII. Paralelamente construyó flautas y aportó mejoras técnicas y sonoras al instrumento. Johann Sebastian Bach y Georg Philipp Telemann conocieron estos instrumentos y adaptaron algunas de sus composiciones a sus nuevas posibilidades técnicas.